# Oscaecilia equatorialis
Oscaecilia equatorialis és una espècie d'amfibis gimnofions de la família Caeciliidae. És endèmica de l'Equador. Els seus hàbitats naturals inclouen boscos secs tropicals o subtropicals, plantacions, jardins rurals i zones prèviament boscoses ara molt degradades.